# Lussivolutopsius marinae
Lussivolutopsius marinae is een slakkensoort uit de familie van de Buccinidae. De wetenschappelijke naam van de soort is voor het eerst geldig gepubliceerd in 1984 door Kantor.